# Phyllobates vittatus
Phyllobates vittatus är en groddjursart som först beskrevs av Cope 1893.  Phyllobates vittatus ingår i släktet Phyllobates och familjen pilgiftsgrodor. IUCN kategoriserar arten globalt som starkt hotad. Inga underarter finns listade i Catalogue of Life.

## Bildgalleri

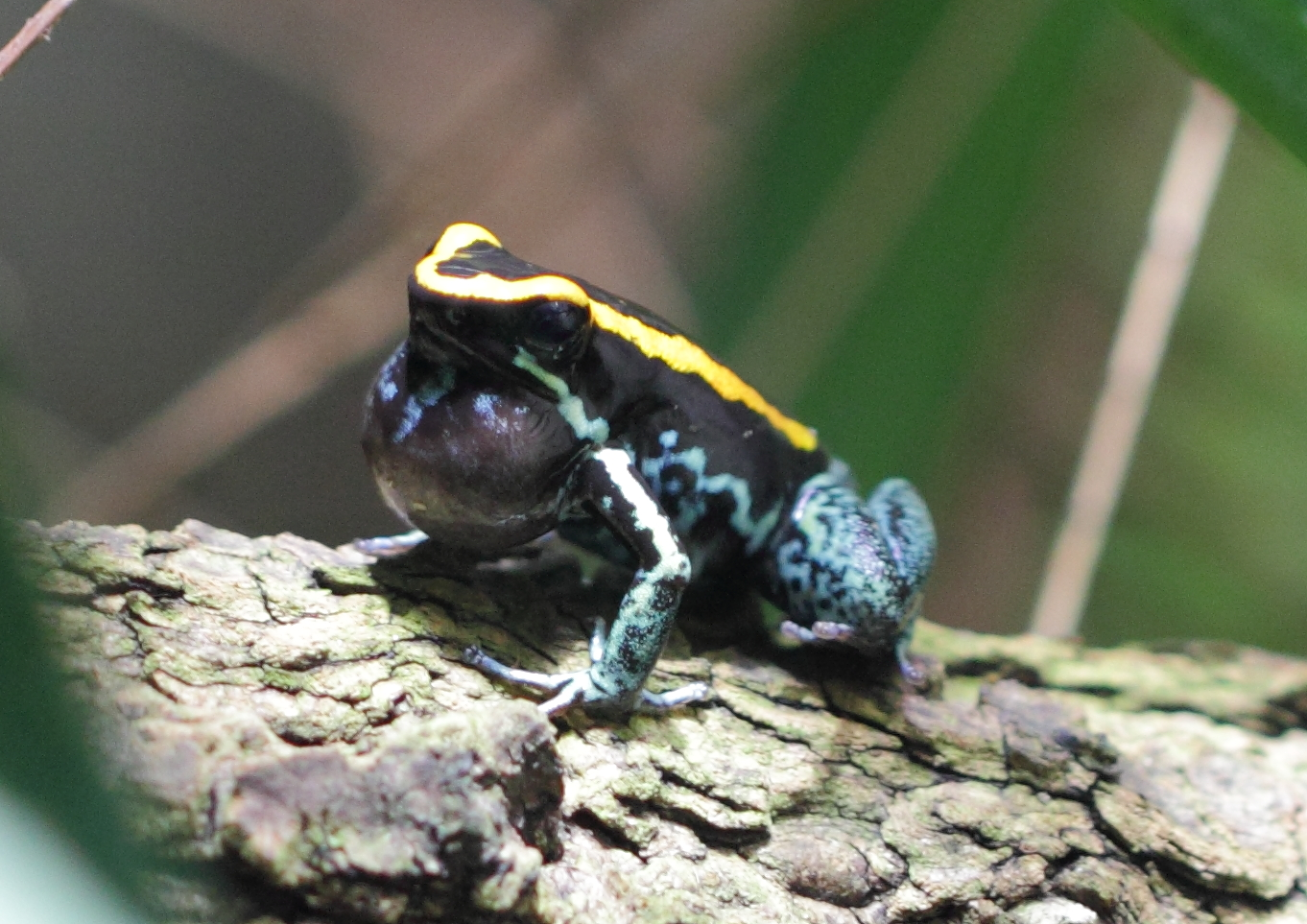
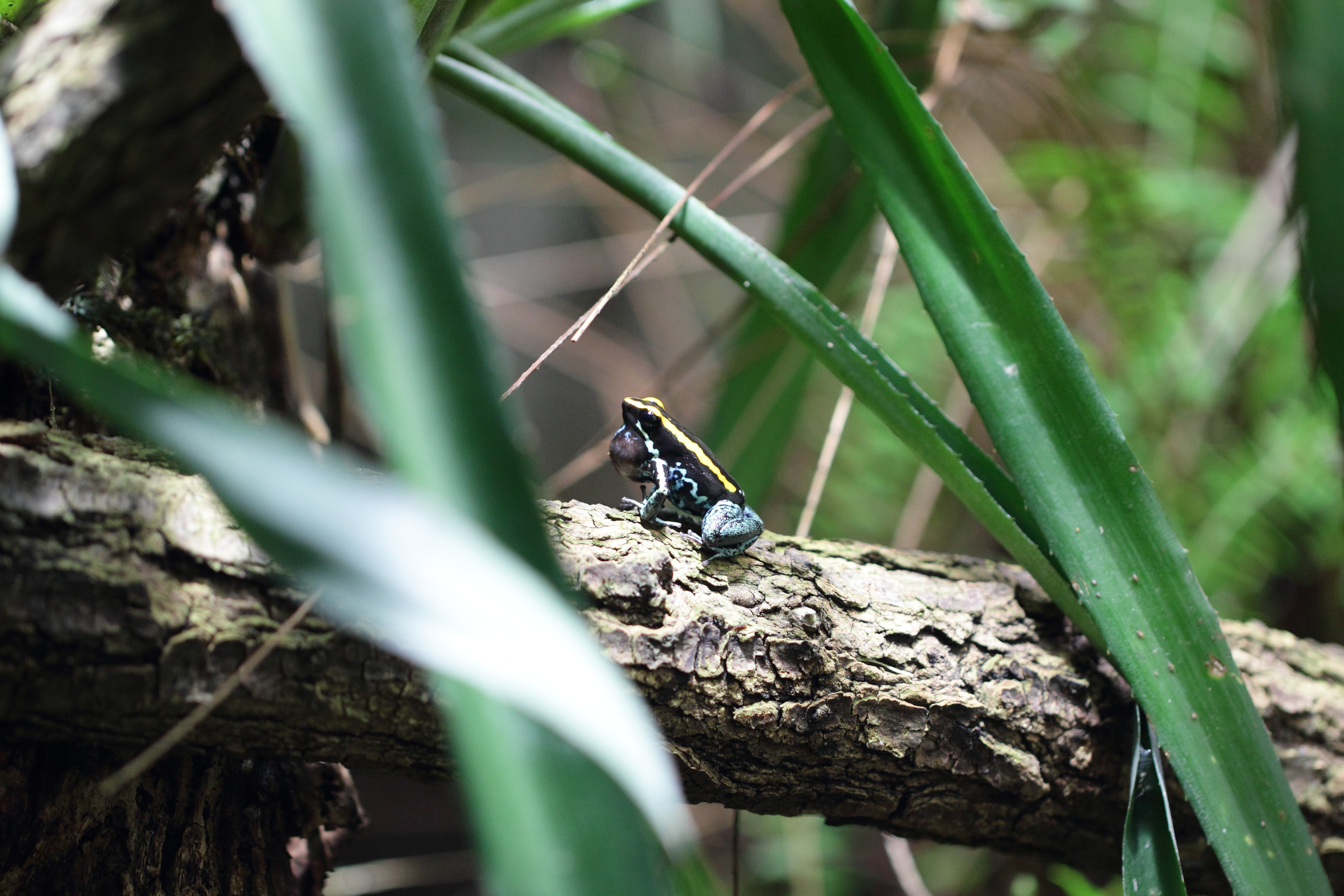